# حرز دوبوفيتز
حرز دوبوفيتز أو نتيجة دوبوفيتز (بالإنجليزية: Dubowitz Score) هو وسيلة لتقدير العمر الحملي للأطفال، وتم وضعه بواسطة ليلي دوبويتز طبيبة الأطفال البريطانية مجرية الأصل وزوجها طبيب الأعصاب البريطاني فيكتور دوبويتز.